# Atletisme als Jocs Olímpics d'estiu de 1900 - llançament de disc masculí
El llançament de disc masculí va ser una de les proves d'atletisme que es va dur a terme als Jocs Olímpics de París de 1900. Es va disputar el 14 i 15 de juliol de 1900 i hi prengueren part setze llançadors representants de vuit nacions.

## Medallistes
| Or           | Plata               | Bronze          |
| Rudolf Bauer | František Janda-Suk | Richard Sheldon |

## Rècords
Aquests eren els rècords del món i olímpic que hi havia abans de la celebració dels Jocs Olímpics de 1900.
| Rècord del Món | 38,70(*) | Gustaf Söderström | Estocolm (SWE) | 18 de setembre de 1897 |
| Rècord Olímpic | 29,15    | Robert Garrett    | Atenes (GRE)   | 6 d'abril de 1896 (CG) |

(*) No oficial
A la qualificació Rudolf Bauer va establir un nou Rècord Olímpic amb 36,04 metres.

## Resultats

### Qualificació
Els setze llançadors van prendre part a la qualificació, passant a la final els cinc primers classificats. El vigent campió, Garrett, no va aconseguir cap llançament vàlid, quedant d'aquesta manera eliminat.
| Posició | Atleta                    | Distància |
| ------- | ------------------------- | --------- |
| 1       | Rudolf Bauer              | 36,04 m   |
| 2       | František Janda-Suk       | 35,04 m   |
| 3       | Richard Sheldon           | 34,10 m   |
| 4       | Panagiotis Paraskevópulos | 34,04 m   |
| 5       | Rezső Crettier            | 33,65 m   |
| 6       | Gustaf Söderström         | 33,07 m   |
| 7       | John Flanagan             | 33,00 m   |
| 8       | Erik Lemming              | 32,50 m   |
| 8       | Charles Winckler          | 32,50 m   |
| 10      | Josiah McCracken          | 32,00 m   |
| 11      | Artúr Coray               | 31,00 m   |
| 11      | Launceston Elliot         | 31,00 m   |
| 13      | Émile Gontier             | 30,00 m   |
| 14      | Gyula Strausz             | 29,80 m   |
| —       | Robert Garrett            | SM        |
| —       | Truxtun Hare              | SM        |

SM: sense marca

### Final
Cap posició canvia durant la disputa de la final i fins i tot el líder és incapaç de superar la seva marca de la qualificació.
| Posició | Atleta                    | Distància   | Qualificació |
| ------- | ------------------------- | ----------- | ------------ |
| Or      | Rudolf Bauer              | desconeguda | 36,04 m      |
| Plata   | František Janda-Suk       | 35,14 m     | 35,04 m      |
| Bronze  | Richard Sheldon           | 34,60 m     | 34,10 m      |
| 4       | Panagiotis Paraskevópulos | 34,50 m     | 34,04 m      |
| 5       | Rezső Crettier            | desconeguda | 33,65 m      |